# Marine Corps Recruit Depot Parris Island

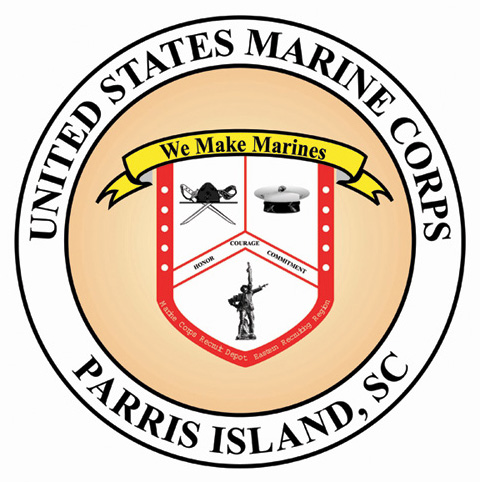
Emblem des Marine Corps Recruit Depot Parris Island

Das United States Marine Corps Recruit Depot Parris Island (MCRD Parris Island) ist eine 34,4 Quadratkilometer große militärische Einrichtung in Beaufort, South Carolina, in der alle männlichen Rekruten, die bei ihrer Anwerbung östlich des Mississippi gelebt haben, sowie alle weiblichen Rekruten des US Marine Corps ihre Grundausbildung absolvieren.

## Rekrutenausbildung

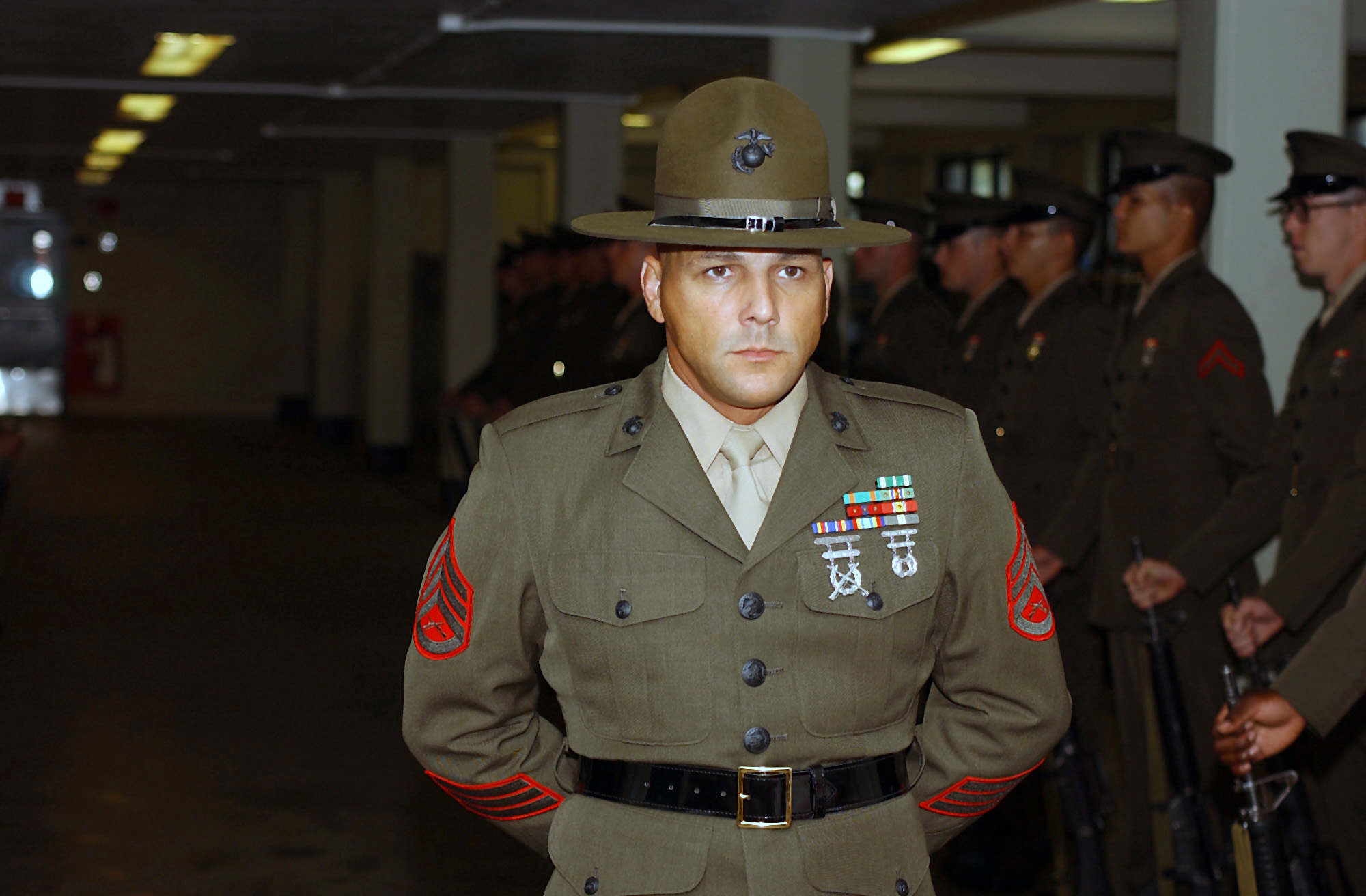
Ein Senior Drill Instructor während der Rekrutenausbildung auf Parris Island

Die Grundausbildung für Rekruten des US Marine Corps, auch Boot Camp genannt, dauert dreizehn Wochen, in denen der Rekrut von der zivilen Welt getrennt wird und gleichzeitig lernt, sich an die Welt und die Denkweise der Marines anzupassen. Während des Trainings lernen die Rekruten neben allgemeinen militärischen Fähigkeiten alles über das Nahkampftraining der Marines, Hygiene und Sauberkeit bis hin zur Geschichte der Marines. Körperliche Fitness wird besonders betont. Um die Abschlussprüfung zu bestehen, müssen Rekruten in einer 54-stündigen Übung mehrere Aufgaben unter besonderen Belastungen (Stress, Nahrungs- und Schlafentzug) erfüllen.
Das Marine Corps bildet seine Rekruten in zwei 'Boot Camps' aus; Parris Island ist für alle zuständig, die östlich des Mississippi angeworben wurden.
Für alle westlich des Mississippi geworbenen Rekruten findet die Grundausbildung im MCRD San Diego und während der Schießausbildung in Camp Pendleton in der Nähe von San Diego im US-Bundesstaat Kalifornien statt.
Der derzeitige Kommandeur in Parris Island ist Brig. Gen. James F. Glynn.

## Film und Fernsehen
Parris Island wird oft als Schauplatz für Film- und Fernsehproduktionen verwendet, unter anderem in der US-amerikanischen Fernsehserie JAG – Im Auftrag der Ehre. Die erste Hälfte des Spielfilmes Full Metal Jacket handelt von der harten Grundausbildung der Marines zur Zeit des Vietnamkrieges.